# 康木兰
康木兰 （2001年6月14日—），中国、加拿大女子冰球运动员。出生于加拿大艾伯塔省奥克托克斯。身高162 厘米（5英尺 4英寸）。体重66公斤（146磅），右前锋。

## 经历
就读于明尼苏达德卢斯大学，校队是美国大学生冰球联赛第一梯队，多次获得加拿大全国冠军，2020年选入加拿大国家女子冰球队发展营。
在NCAA一级联赛的ECAC协会与高露洁攻略女子冰球队一起比赛。她在2019-20赛季首次参加明尼苏达德卢斯斗牛犬队女子冰球队的大学冰球比赛，然后2020-21赛季、2021-22赛季与深圳昆仑鸿星万科阳光队一起参加俄罗斯冰球联赛( ZhHL)，2021-2022赛季22场比赛10球11助攻，被选为10月最佳新秀。后转会到科尔盖特大学。
代表中國國家女子冰球隊参加了2022年北京冬奥会女子冰球比赛。

## 家庭
康木兰的外曾祖父和外曾祖母是中国人。